# Gustavo Méndez (arbitre)
Gustavo Méndez (né le 24 novembre 1967) est un arbitre uruguayen de football des années 1990 et 2000.

## Carrière
Il a officié dans des compétitions majeures : 
- Copa Libertadores 1998 (finale aller)
- Coupe du monde de football des moins de 20 ans 1999 (3 matchs)
- Copa América 1999 (2 matchs)
- Gold Cup 2000 (2 matchs)
- Copa Libertadores 2000 (finale aller)
- Copa Sudamericana 2003 (finale retour)
- Copa América 2004 (2 matchs)
- Copa Libertadores 2004 (finale aller)